# Everything I Need
Everything I Need è un singolo del gruppo musicale australiano Men at Work, pubblicato nel 1985 come primo estratto dal terzo album in studio Two Hearts.

## Tracce
- 7"

1. Everything I Need
2. Sail to You

## Classifiche
| Classifica (1985)             | Posizione massima |
| ----------------------------- | ----------------- |
| Australia                     | 37                |
| Stati Uniti                   | 47                |
| Stati Uniti (mainstream rock) | 28                |